# Ада сизодзьобий
А́да сизодзьобий (Knipolegus cyanirostris) — вид горобцеподібних птахів родини тиранових (Tyrannidae). Мешкає в Південній Америці.

## Опис
Довжина птаха становить 14,5-15 см. Забарвлення самця майже повністю чорне, блискуче. Дзьоб сизий з чорним кінчиком, лапи чорні.

## Поширення і екологія
Сизодзьобі ади мешкають на півдні Бразилії, на північному сході Аргентини і в Уругваї. В негніздовий період трапляються в Парагваї і на крайньому сході Болівії. Живуть в помірних і тропічних лісах і чагарникових заростях на висоті до 2200 м над рівнем моря.